# Тубинский (Иркутская область)
Тубинский — посёлок в Усть-Илимском районе Иркутской области. Административный центр Тубинского муниципального образования.

## География
Посёлок находится на расстоянии 60 км к юго-востоку от города Усть-Илимск, административного центра района.

## Население
| 2002 | 2010  | 2011  | 2012  |
| ---- | ----- | ----- | ----- |
| 2173 | ↘1989 | ↘1982 | ↘1940 |

### Половой состав
По данным Всероссийской переписи 2002 года, в посёлке проживало 2173 человека (1076 мужчин и 1097 женщин).

## Улицы
| - ул. Вокзальная, - ул. Волгоградская, - ул. Восточная, - ул. Гагарина, - ул. Дом, | - пер. Железнодорожный, - ул. Кольцевая, - пер. Комсомольский, - ул. Лесная, - ул. Мира, | - ул. Нагорная, - ул. Новая, - пер. Октябрьский, - ул. Пионерская, - ул. Почтовая, | - ул. Радищева, - пер. Северный, - ул. Солнечная, - ул. Спортивная, - ул. Строительная, | - ул. Таёжная, - ул. УМС, - ул. Усть-Илимская, - ул. Центральная, - ул. Школьная. |